# Tom Okker
Thomas Samuel Tom Okker (nascido em 22 de fevereiro de 1944), apelidado de The Flying Dutchman ("O holandês voador) e Tom the Twitch, é um ex-tenista holandês. Esteve entre os 10 melhores do mundo no ranking simples masculino por 7 anos consecutivos, entre 1968-74, tendo o ápice da carreira a terceira posição em 1969. Foi também o primeiro no ranking de duplas em 1969.

## Aposentadoria e ligação coma arte
Desde meados da década de 1980, Okker está envolvido com arte e foi sócio fundador da galeria de arte Jaski em Amsterdã, especializada em obras do movimento artístico europeu, COBRA. Em 2005, ele fundou a galeria de arte com seu nome em Hazerswoude-Dorp nos Países Baixos.

## Grand Slam finais

### Simples finais, 1 (1 vice)
| Posição | Ano  | Campeonato | Piso  | Oponente    | Placar                    |
| ------- | ---- | ---------- | ----- | ----------- | ------------------------- |
| Vice    | 1968 | US Open    | Grama | Arthur Ashe | 12–14, 7–5, 3–6, 6–3, 3–6 |

### Duplas finais, 5 (2 títulos, 3 vices)
| Posição | Ano  | Campeonato          | Piso   | Parceiro      | Oponentes                  | Placar                  |
| Vice    | 1969 | Wimbledon           | Grama  | Marty Riessen | John Newcombe Tony Roche   | 5–7, 9–11, 3–6          |
| Vice    | 1971 | Aberto da Austrália | Grama  | Marty Riessen | John Newcombe Tony Roche   | 2–6, 6–7                |
| Campeão | 1973 | Roland Garros       | Saibro | John Newcombe | Jimmy Connors Ilie Năstase | 6–1, 3–6, 6–3, 5–7, 6–4 |
| Vice    | 1975 | U.S. Open           | Grama  | Marty Riessen | Jimmy Connors Ilie Năstase | 4–6, 6–7                |
| Campeão | 1976 | U.S. Open           | Grama  | Marty Riessen | Paul Kronk Cliff Letcher   | 6–4, 6–4                |